# Boeing C-137 Stratoliner
Boeing C-137 Stratoliner là một loại máy bay vận tải chuyên chở VIP, được phát triển từ loại máy bay chở khách phản lực Boeing 707. C-137 do Không quân Hoa Kỳ sử dụng.

## Biến thể

### C-18

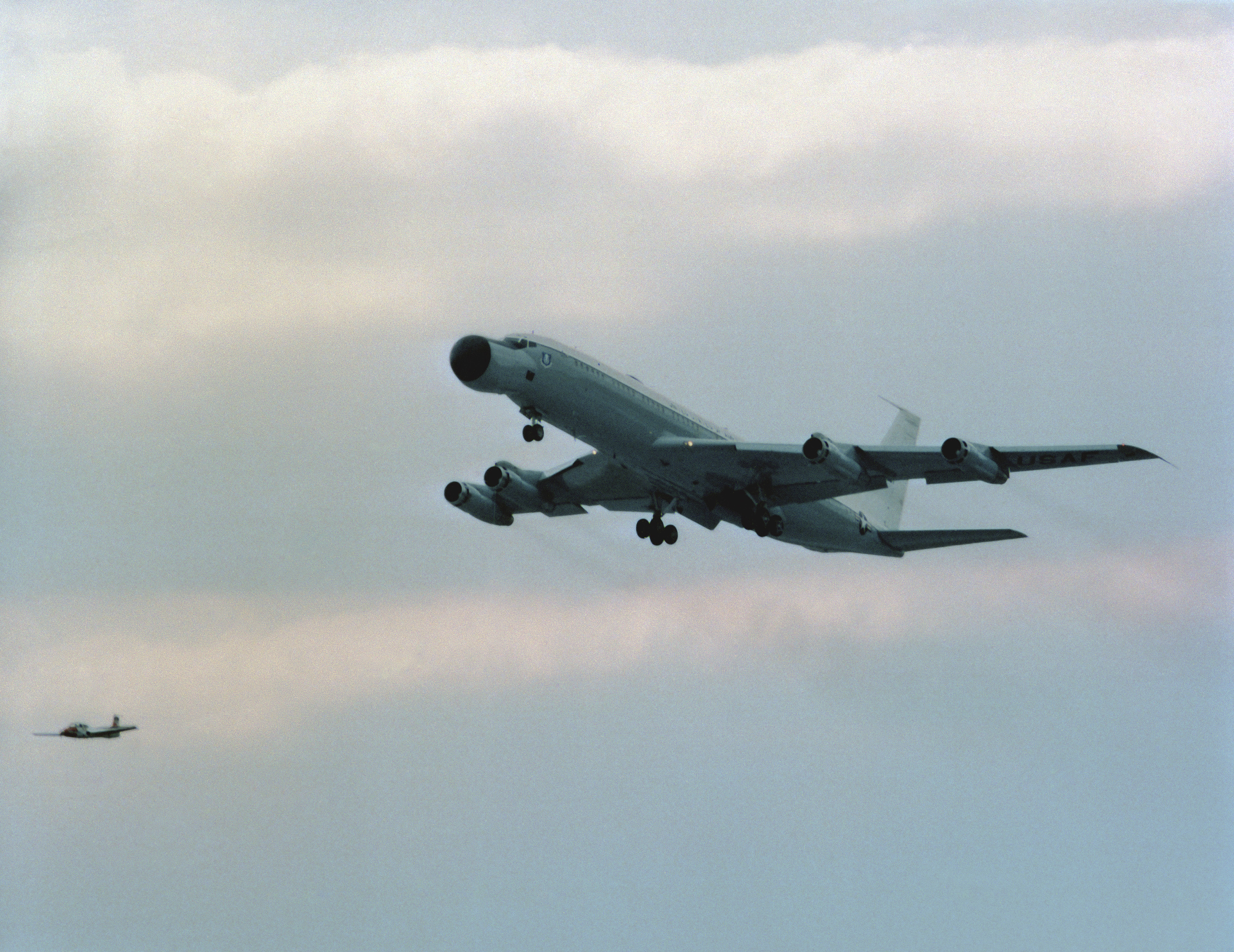
1 chiếc EC-18B Advanced Range Instrumentation Aircraft (ARIA) cất cánh trong chuyến bay đầu tiên tại căn cứ không quân Wright-Patterson, Ohio, đây là một chiếc Boeing 707-320 hoán cải.

C-18 là tên định danh của quân đội Hoa Kỳ cho những chiếc 707-320B hoán cải.
C-18A
C-18B
EC-18B
EC-18C
EC-18D
TC-18E
TC-18F

### C-137 Stratoliner

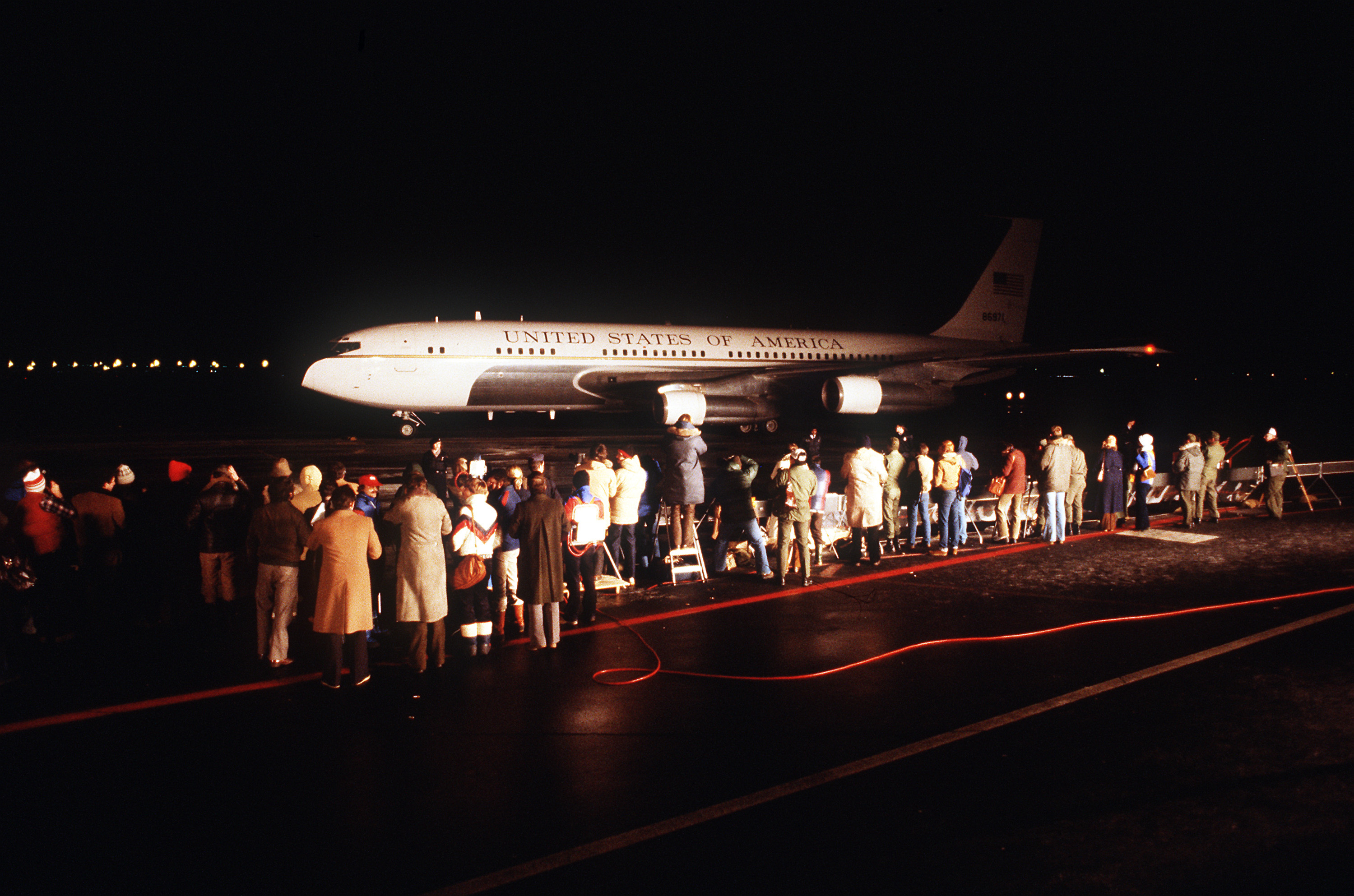
1 trong 2 chiếc C-137B Stratoliner trở về từ cuộc giải cứu con tin tại Iran năm 1981

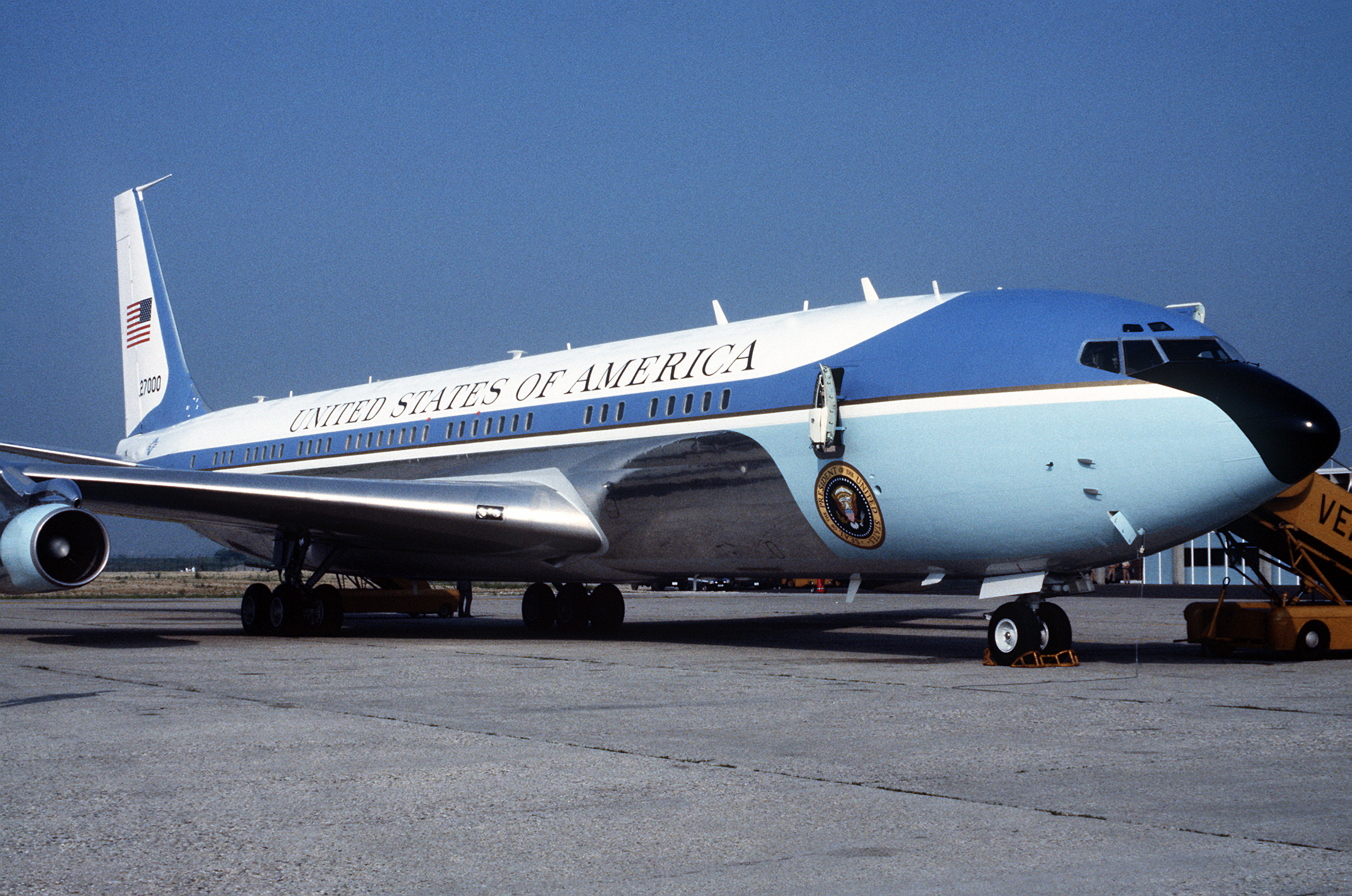
VC-137C SAM 27000 (Air Force One) tại Sân bay Venice Marco Polo, Italy năm 1987

Không quân Hoa Kỳ mua một số chiếc 707 dưới tên định danh của C-137:
VC-137A
VC-137B
C-137B
VC-137C
C-137C
EC-137D

### Các biến thể khác của Hoa Kỳ
E-3 Sentry(AWACS)
E-6 Mercury
E-8 Joint STARS
CT-49A

### Biến thể của các quốc gia khác

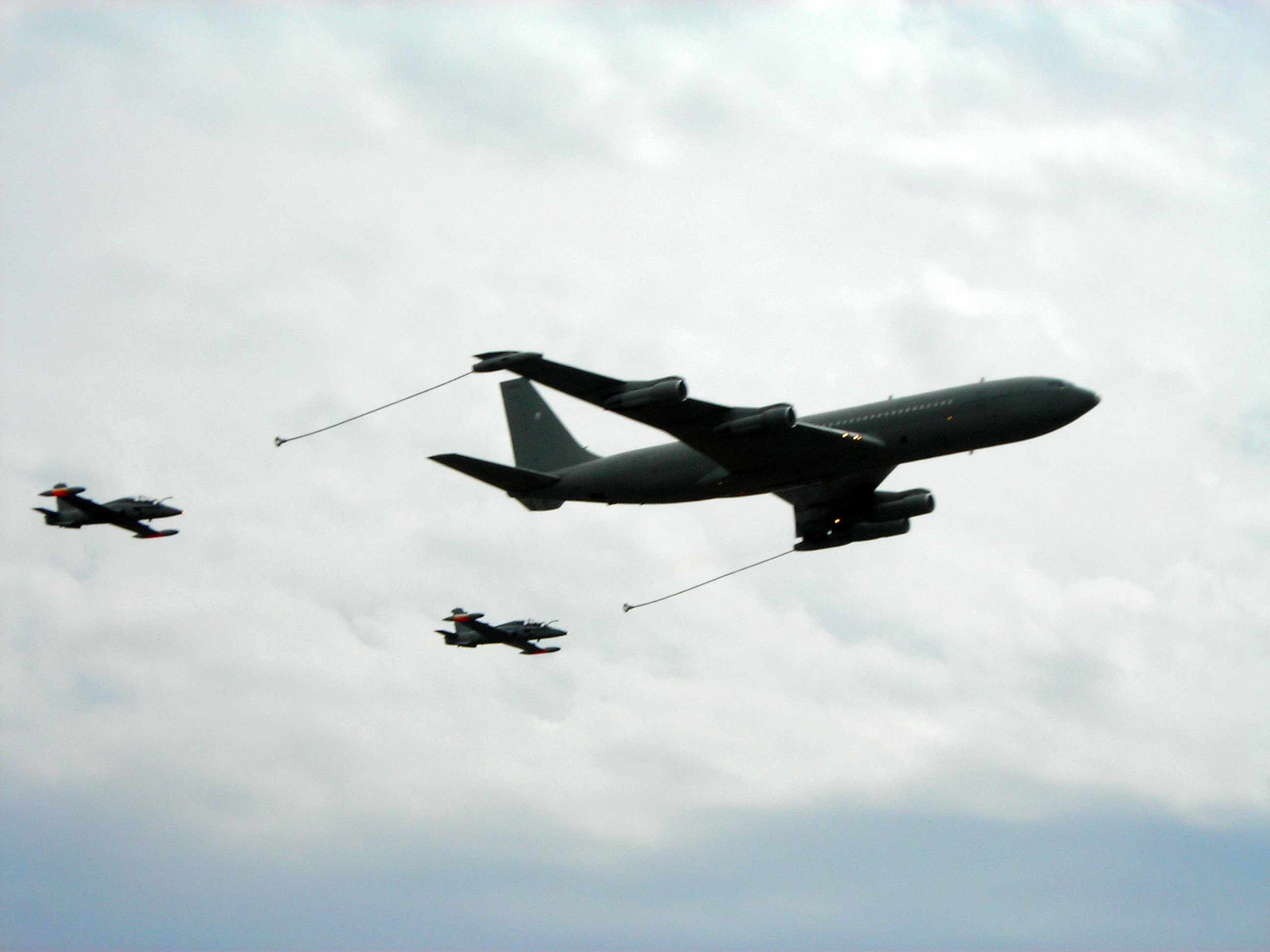
Một chiếc Boeing 707T/T của không quân Italia tiếp nhiên liệu cho 2 chiếc MB-339

CC-137 Huskytên định danh của Canada cho 707-347C.
KC-137Không quân Brasil
707Không quân cộng hòa hồi giáo Iran sử dụng 707 Tankers và Transports.
707T/TÝ. Also, Omega Aerial Refueling Services operates K707 tankers for lease.
KE-3AKhông quân Hoàng gia Ả rập Saudi
Condor(AEWC&C) của Israel

## Quốc gia sử dụng
Brasil
- Không quân Brasil

 Iran
- Không quân Cộng hòa Hồi giao Iran

 Hoa Kỳ
- Không quân Hoa Kỳ

## Tính năng kỹ chiến thuật (VC-137C)
Đặc điểm tổng quát
- Chiều dài: 152 ft 11 in (46,61 m)
- Sải cánh: 145 ft 9 in (44,42 m)
- Chiều cao: 42 ft 5 in (12,93 m)
- Diện tích cánh: 3010 ft² (279,63 m²)
- Trọng lượng rỗng: 98.466 lb (44.663 kg)
- Trọng lượng có tải: 297.000 lb (135.000 kg)
- Trọng lượng cất cánh tối đa: 327.000 lb (148.325 kg)
- Động cơ: 4 × Pratt & Whitney TF-33-PW-102 , 18.000 lbf (80 kN) mỗi chiếc

 Hiệu suất bay 
- Vận tốc cực đại: 627 mph (1009 km/h)
- Vận tốc hành trình: 600 mph (966 km/h)
- Tầm bay: 7.610 mi (12.247 km)
- Trần bay: 50.000 ft (15.200 m)
- Vận tốc leo cao: 4.900 ft/phút (1.490 m/phút)